# Ula mollissima
Ula (Ula) mollissima là một loài ruồi trong họ Pediciidae. Chúng phân bố ở vùng sinh thái Palearctic.